# Eugenius (Antiochia)
Eugenius († 303 oder 304) war kurzzeitig römischer Usurpator in Syrien.
Der Tribun Eugenius wurde im Jahr 303 (oder 304) in Seleukeia Pieria von einer zu Hafenarbeiten abkommandierten Kohorte zum Kaiser ausgerufen und griff daraufhin Antiochia am Orontes an, fiel aber in der Schlacht. Obwohl sich die Einwohner den Truppen des Usurpators entgegengestellt haben sollen, wurde die Stadt von Diokletian bestraft, indem er ihre Kurialen hinrichten ließ, darunter einen Großvater und einen Großonkel des Rhetors Libanios.